# 大河戀
《大河戀》（英語：A River Runs through It）是一部1992年美國劇情片，改編自諾曼·麥克連的1976年同名半自傳中篇小說，講述一位嚴厲的牧師與一個保守、一個叛逆的兒子們在1920年代蒙大拿州米蘇拉農村長大，同時飛蠅釣也成為了生活重要的一部分。電影由勞勃·瑞福執導，主演包括克萊格·謝菲爾、布萊德·彼特、湯姆·史基瑞、布蘭達·布蕾辛及艾密莉·勞伊德。
電影1992年10月9日美國上映，口碑優異，更贏得奧斯卡最佳攝影獎，以及提名原创配乐奖和最佳改編劇本獎。

## 演員
- 克萊格·謝菲爾飾演諾曼·麥克連（英语：Norman Maclean）
  - 喬瑟夫·高登-李維飾演年幼的諾曼·麥克連
  - 阿諾·理查德森（Arnold Richardson）飾演年老的諾曼·麥克連
- 布萊德·彼特飾演保羅·麥克連（Paul Maclean）
  - 范恩·葛拉瓦吉（Vann Gravage）飾演年幼的保羅·麥克連
- 湯姆·史基瑞（英语：Tom Skerritt）飾演約翰·麥克連牧師（Reverend John Maclean）
- 布蘭達·布蕾辛飾演克拉拉·麥克連（Clara Maclean）
- 艾密莉·勞伊德（英语：Emily Lloyd）飾演潔西·伯恩（Jessie Burns）
- 伊迪·迈克莱尔飾演伯恩先生（Mrs. Burns）
- 史蒂芬·謝倫（英语：Stephen Shellen）飾演尼爾·伯恩（Neal Burns）
- 妮可·柏德特（英语：Nicole Burdette）飾演梅布爾（Mabel）
- 蘇珊·崔勒（英语：Susan Traylor）飾演勞懷特（Rawhide）
- 邁克·庫立茲飾演柴布（Chub）
- 威廉姆·霍金斯（英语：William Hootkins）飾演墨菲（Murphy）

## 發行
《大河戀》在蒙大拿州博兹曼市首映後，1992年10月9日美國廣泛上映。

## 票房
電影在美國和加拿大的票房收入為4344萬美元；1993年，總票房達2290萬美元，全球總票房超過6600萬美元。

## 外部連結
- 互联网电影数据库（IMDb）上《大河戀》的资料（英文）
- TCM电影资料库上《大河戀》的资料（英文）
- AllMovie上《大河戀》的资料（英文）
- 美国电影学会目录上的《大河戀》（英文）